# Jože Trošt
Jože Trošt, slovenski rimskokatoliški duhovnik, skladatelj in zborovodja, * 12. maj 1940, Col nad Ajdovščino, † 22. november 2023

## Življenjepis
Leta 1966 je diplomiral na Teološki fakulteti v Ljubljani, cerkveno glasbo pa je študiral med letoma 1967 in 1970 v Rimu (Pontificum Institutum Musicæ Sacraæ). Med letoma 1973 in 1977 je študiral še dirigiranje in kompozicijo na Akademiji za glasbo v Ljubljani.
Trošt od leta 1970 nosi naslov regens chori ljubljanske stolnice, na ljubljanski Teološki fakulteti pa je bil profesor cerkvene glasbe. Njegova glasbena dela so večinoma sakralne narave: mašne pesmi, rekvijem, pasijon (kantate, oratoriji); med njegovo posvetno glasbo pa sodijo dela za orgle, zbore in mnoge priredbe narodnih pesmi.
Je zborovodja moškega okteta »Zvon« in komornega zbora »Anton Foerster«. 
Leta 2022 ga je predsednik Slovenije Borut Pahor odlikoval z redom za zasluge za življenjsko delo in pečat, ki ga je pustil v slovenski zborovski glasbi.

## Smrt
Pogrebna sveta maša je bila 25. novembra 2023 v romarski cerkvi v Logu pri Vipavi. Po pogrebni sveti maši je bil prepeljan na pokop na pokopališču na Colu.